# الرومانسية هي كتاب مكافأة
الرومانسية هي كتاب مكافأة هو مسلسل كوري جنوبي من بطولة لي نا يونغ وإي جونغ سوك. عرض المسلسل على شبكة تي في إن في الفترة من 26 يناير حتى 17 مارس 2019.

## روابط خارجية
الرومانسية هي كتاب مكافأة على موقع IMDb (الإنجليزية)
- الرومانسية هي كتاب مكافأة على موقع نتفليكس (الإنجليزية)
- الرومانسية هي كتاب مكافأة على موقع ليتربوكسد (الإنجليزية)
- الرومانسية هي كتاب مكافأة على موقع كينوبويسك (الروسية)
- الرومانسية هي كتاب مكافأة على موقع قاعدة بيانات الفيلم (الإنجليزية)